# Chacra Gonzales
Chacra Gonzales es una localidad peruana ubicada en el distrito de Aguas Verdes, perteneciente a la provincia de Zarumilla del departamento de Tumbes, al norte del Perú. 

## Ubicación
Chacra Gonzales se ubica al noreste de la provincia de Zarumilla, en el distrito de Aguas Verdes, en el departamento de Tumbes. Se ubica muy cerca a la frontera ecuatoriana-peruana.

## Demografía
En 2017 Chacra Gonzales tenía una población de 8 habitantes.
| Gráfica de evolución demográfica de Chacra Gonzales entre 1993 y 2017 |
|                                                                       |
| Fuentes: Población 1993 y 2017                                        |